# Constance Wu
Ngô Điềm Mẫn (tên tiếng Trung: 吳恬敏, bính âm: Wú Tiánmǐn, sinh ngày 22 tháng 3 năm 1982), thường được biết đến với nghệ danh Constance Wu, là một nữ diễn viên người Mỹ gốc Đài Loan. Từng được tạp chí Time bầu chọn vào danh sách 100 nhân vật có ảnh hưởng nhất trên thế giới vào năm 2017, cô là chủ nhân của một số giải thưởng lớn, bao gồm đề cử cho giải Quả cầu vàng, bốn giải Critics' Choice Awards, một giải thưởng của Nghiệp đoàn Diễn viên Màn ảnh và hai giải TCA.
Với vai diễn Jessica Huang trong loạt phim truyền hình Fresh Off The Boat (2015 – 2020) của đài ABC, cô đã nhận được sự chú ý từ giới chuyên môn và đồng thời còn được nhận bốn đề cử của giải Critics' Choice Awards cho nữ diễn viên xuất sắc nhất ở mảng phim truyền hình. Sau thành công này, cô tiếp tục tham gia đóng vai Rachel Chu trong bộ phim Con nhà siêu giàu châu Á (2018), vai diễn đã giúp cô được đề cử giải Quả cầu vàng cho nữ diễn viên phim ca nhạc hoặc phim hài xuất sắc nhất và giải SAG cho dàn diễn viên điện ảnh xuất sắc nhất. Với việc đề cử các giải thưởng này, cô trở thành nữ diễn viên gốc Á đầu tiên trong hơn 40 năm và là nữ diễn viên thứ tư được đề cử cho các hạng mục này.

## Thời thơ ấu
Constance Wu sinh ra tại Richmond, Virginia, là người con thứ ba trong một gia đình có bốn chị em. Cha mẹ cô là người di cư từ Đài Loan sang Mỹ. Cha cô, Fang-Sheng Wu, là nhà sinh vật và di truyền học, làm việc ở Đại học Virginia Commonwealth, còn mẹ cô là lập trình viên máy tính. Wu từng chia sẻ nhà ông bà nội cô rất nghèo, không được đi học nên không biết đọc hay biết viết.

## Danh sách phim

### Điện ảnh
| Năm  | Tên                              | Vai                    | Ghi chú             |
| ---- | -------------------------------- | ---------------------- | ------------------- |
| 2006 | Stephanie Daley                  | Jenn                   |                     |
| 2006 | The Architect                    | Michelle               |                     |
| 2007 | Year of the Fish                 | Lucy                   |                     |
| 2011 | Sound of My Voice                | Christine              |                     |
| 2012 | Watching TV with the Red Chinese | Kimi Hu                |                     |
| 2013 | Best Friends Forever             | Melanie                |                     |
| 2013 | Ties                             | Shannon O              | Phim ngắn           |
| 2013 | Taylor Manifest                  | Val                    | Phim ngắn           |
| 2013 | Deadly Revenge                   | Kym                    |                     |
| 2014 | Electric Slide                   | Mika Oh                |                     |
| 2013 | My Mother Is Not a Fish          |                        | Director and writer |
| 2015 | Parallels                        | Polly                  |                     |
| 2015 | Low Budget Ethnic Movie          | Sara                   |                     |
| 2017 | Nine Minutes                     | Lilian                 | Phim ngắn           |
| 2017 | The Feels                        | Andi                   |                     |
| 2017 | All the Creatures Were Stirring  | Gabby                  |                     |
| 2017 | The Lego Ninjago Movie           | Thị trưởng của Ninjago | Lồng tiếng          |
| 2018 | Crazy Rich Asians                | Rachel Chu             |                     |
| 2018 | Next Gen                         | Molly                  | Lồng tiếng          |
| 2019 | Hustlers                         | Destiny                |                     |
| 2020 | I Was a Simple Man               | Grace                  | Hậu kỳ              |
| 2021 | Wish Dragon                      |                        | Lồng tiếng          |
| 2022 | Lyle, chú cá sấu biết hát        | Bà Primm               |                     |